# Liste des épisodes de Berserk (2016)
Pour les articles homonymes, voir Berserk (homonymie).
Cet article présente la liste des épisodes de la série télévisée d'animation japonaise Berserk issue de la deuxième partie du manga du même nom, et est une suite de la trilogie de film Golden Age. 
Les épisodes sont groupés par saison en fonction des périodes de diffusions.

## Synopsis
Stimulé par la haine qu'il porte dans son cœur, le Guerrier noir Guts poursuit sa quête apparemment infinie de vengeance. Sur son chemin, des hors-la-loi, des esprits maléfiques et un enfant dévot de dieu. Même s'il risque sa vie, Guts continue de combattre ses ennemis par la force de son corps et de son épée. Que trouvera-t-il à la fin de son voyage ? La réponse est cachée dans les ténèbres.

## Fiche technique
- Titre japonais : Berserk  ベルセルク
- Titre français : Berserk
- Œuvre Originale : Kentaro Miura
- Réalisation : Shin Itagaki
- Scénario : Makoto Fukami
- Character designer : Hisashi Abe
- Photographie : Mitsunobu Yoshida
- Production : Yutaka Endou, Koutarou Hirukawa, Shigeki Hosoda, Reo Kurosu, Toshihiro Maeda, Hiroaki Takeuchi, Shigeki Yamada
- Musique : Shirō Sagisu
- Coloriste : Aiko Yamagami
- Studio d'animation : GEMBA, Millepensee

- Durée : 25 minutes (environ)

## Générique

### Début
| Numéro | Titre      | Artiste               | épisodes | 1re date de diffusion |
| ------ | ---------- | --------------------- | -------- | --------------------- |
| 1      | Sacrifice! | 9mm Parabellum Bullet | 1-24     | 1er juillet 2016      |

### Fin
| Numéro | Titre               | Artiste            | épisodes | 1re date de diffusion |
| ------ | ------------------- | ------------------ | -------- | --------------------- |
| 1      | Issai wa Monogatari | Yoshino Nanjō (en) | 1-24     | 1er juillet 2016      |

## Voix
| Liste des seiyuu de Berserk | Liste des seiyuu de Berserk |
| Personnage                  | Voix japonaise              |
| --------------------------- | --------------------------- |
| Guts                        | Hiroaki Iwanaga             |
| Griffith / Femto            | Takahiro Sakurai            |
| Casca                       | Toa Yukinari                |
| Puck                        | Kaoru Mizuhara              |
| Farnese                     | Yōko Hikasa                 |
| Serpico                     | Kazuyuki Okitsu             |
| Isidro                      | Hiro Shimono                |
| Schierke                    | Chiwa Saito                 |
| Ivalera                     | Satomi Arai                 |
| Nosferatu Zodd              | Kenta Miyake                |
| Chevalier Squelette         | Akio Ōtsuka                 |
| Grunbeld                    | Kiyoyuki Yanada             |
| Locus                       | Shougo Nakamura             |
| Rakshas                     | Masashi Nogawa              |
| Sonia                       | Yoshino Nanjō (en)          |
| Mule Wolflame               | Mitsuki Saiga               |
| Narrateur                   | Unshō Ishizuka              |
| Azan                        | Hiroki Yasumoto             |
| Nina                        | Natsumi Takamori            |
| Luca                        | Miyuki Sawashiro            |
| Erica                       | Ayana Taketatsu             |
| Rickert                     | Minako Kotobuki             |
| Godo                        | Takashi Inagaki             |
| Mozgus                      | Rikiya Koyama               |
| Flora                       | Sumi Shimamoto              |

## Épisodes

### Saison 1
| No | Titre de l’épisode en français            | Titre original de l’épisode          | Date de 1re diffusion |
| -- | ----------------------------------------- | ------------------------------------ | --------------------- |
| 1  | Dragonslayer                              | 竜殺しの大剣 Ryūkoroshi no taiken    | 1er juillet 2016      |
| 2  | Chevaliers de l'ordre des Saintes Chaînes | 聖鉄鎖騎士団 Seitessa Kishidan       | 8 juillet 2016        |
| 3  | Nuit de Miracles                          | 初陣 Kiseki no yoru                  | 15 juillet 2016       |
| 4  | Epiphanie                                 | 啓示 Keiji                           | 22 juillet 2016       |
| 5  | La tour de la Conviction                  | 断罪の塔 Danzai no tō                | 29 juillet 2016       |
| 6  | Le banquets des Buchers                   | 火あぶりの夜宴 Hiaburi no yaen       | 5 août 2016           |
| 7  | La sorcière noire                         | 黒き魔女 Kuroki majo                 | 12 août 2016          |
| 8  | Réunion dans l'antre du diable            | 魔窟の再会 Makutsu no saikai         | 19 août 2016          |
| 9  | Le sang des morts                         | 亡者の血流 Mōja no ketsuryū          | 26 août 2016          |
| 10 | Hell's Angels                             | ヘルス·エンジェルス Herusu Enjerusu  | 2 septembre 2016      |
| 11 | L'ombre des Idées                         | イデアの影 Idea no Kage              | 9 septembre 2016      |
| 12 | Ceux qui s'accrochent, ceux qui luttent   | 縋る者もがく者 Sugarumono Mogakumono | 16 septembre 2016     |

### Saison 2
| No                                                | Titre de l’épisode en français                                   | Titre original de l’épisode                                  | Date de 1re diffusion |
| ------------------------------------------------- | ---------------------------------------------------------------- | ------------------------------------------------------------ | --------------------- |
| SP1                                               | Série TV "Berserk" deuxième phase de démarrage spéciaux Memorial | TVシリーズ「ベルセルク」特別記念は、第二フェーズを開始します | 7 avril 2017          |
| Récapitulatif des épisodes 1 à 12 de la saison 1. |                                                                  |                                                              |                       |
| 13                                                | Un monde fascinant                                               | ほころぶ世界 Hokorobu Sekai                                  | 7 avril 2017          |
| 14                                                | Voyage d'hiver                                                   | 冬の旅路 Fuyu no Tabiji                                      | 7 avril 2017          |
| 15                                                | Drapeau de la bande des faucons                                  | 初陣 Hi Ken no Mihata                                        | 14 avril 2017         |
| 16                                                | Forêt de monstres démoniaques                                    | 獣鬼の森 Kemono Oni no Mori                                  | 21 avril 2017         |
| 17                                                | Le Royaume des esprits                                           | 幽界−かくりよ Yūkai − Kakuriyo                               | 28 avril 2017         |
| 18                                                | Combat contre l'armée démoniaque                                 | 魔群との死闘 Ma-gun to no Shitō                              | 5 mai 2017            |
| 19                                                | Prière secrète                                                   | 祈りの奥義 Inori no Ōgi                                      | 12 mai 2017           |
| 20                                                | La corruption du Qliphoth                                        | クリフォトの汚濁 Kurifoto no Odaku                           | 19 mai 2017           |
| 21                                                | L'armure du Berserk                                              | 狂戦士の甲冑 Bāsākā no Katchū                                | 26 mai 2017           |
| SP2                                               | Rétrospectives de la sorcière                                    | 炎の旅立ち Honō no Tabidachi                                 | 2 juin 2017           |
| Récapitulatif des épisodes 1 à 21                 |                                                                  |                                                              |                       |
| 22                                                | Un voyage qui commence dans les flammes                          | 告げられし兆し Tsugerareshi Kizashi                          | 9 juin 2017           |
| 23                                                | Présages proclamés                                               | 人間の都市 Ningen no Toshi                                   | 16 juin 2017          |
| 24                                                | La ville des êtres humains                                       | 人間の都市 Hito no machi                                     | 23 juin 2017          |